# L'Homme qui ne voulait pas mourir (Spirou et Fantasio)
 (février 2012).
Si vous disposez d'ouvrages ou d'articles de référence ou si vous connaissez des sites web de qualité traitant du thème abordé ici, merci de compléter l'article en donnant les références utiles à sa vérifiabilité et en les liant à la section « Notes et références ».
Pour les articles homonymes, voir L'Homme qui ne voulait pas mourir.
L'Homme qui ne voulait pas mourir est la 108e histoire et le 48ealbum de la série Spirou et Fantasio de Jean-David Morvan et José Luis Munuera. Elle est publiée pour la première fois dans Spirou du no 3506 au no 3518.

## Univers

### Synopsis
Depuis la mort de son oncle Tanzafio (cf. Spirou et les Héritiers) Fantasio essaye de redonner vie à sa maison à l'abandon. À l'occasion d'une de ses visites, il découvre que la villa familiale sert de refuge à son cousin Zantafio et à ses sbires qui craignent les représailles de la mafia russe (cf. Spirou à Moscou). Ceux-ci ont séquestré un vagabond qui s'avère être Tanzafio, que tout le monde croyait mort et qui, grâce à une réserve d’eau de jouvence, est devenu centenaire. Venu secourir Fantasio, Spirou est capturé à son tour.
Zantafio réussit à mettre la main sur le plan de Tanzafio qui indique où trouver la source de cette potion magique, dans l'Eldorado. Puis, il part à sa recherche dans la jungle du Guaracha, en prenant soin d'incendier le château où Spirou, Fantasio et Tanzafio sont ligotés. Spip détache leurs liens et ils suivent Zantafio de près. S'engage une longue poursuite, sur l'océan atlantique, d'abord en fantacoptère, puis en barque et enfin en voilier donné par des plaisanciers reconnaissants à Spirou d'avoir sauvé leur enfant ; face à Zantafio qui a réquisitionné un bateau de force, au hasard d'une embardée avec la voiture qu'il a volé à son cousin.
Au Guaracha, Zantafio, après avoir assuré la fidélité de ses sbires en acceptant leurs revendications salariales, rallie à sa cause des paysans sans terre, commandés par Selvo, un métis hispano-indien, au cours d'une fusillade avec un groupe de natifs rebelles, commandés par Katxina. Spirou sauve la vie à Katxina. La révolte se prépare parmi les indigènes qui se sentent opprimés par les paysans, l'origine de la guerre datant de l'arrivée des conquistadors sur leur sol. En filigranes de cette lutte se dessine le dilemme de Katxina et Selvo qui préfèrent oublier les sentiments qu'ils éprouvent l'un envers l'autre au profit de leurs opinions politiques. Pris au milieu des combats, Zantafio, espérant retrouver la source de jouvence, s'enfonce dans la jungle avec Selvo. Tanzafio guide Spirou, Fantasio et Katxina afin d'arrêter la progression de son néfaste neveu.
Dans la poursuite, Zantafio touche un crâne d'or géant qui déclenche un mécanisme aspergeant d'eau de jouvence les morts d'un champ de bataille. Katxina et Selvo sont ainsi tués par des soldats morts, mais Spirou réussit à fuir en faisant voler le crâne, ayant touché son œil. Aidé par Tanzafio qui se fait tuer à son tour, Spirou parvient à ressusciter le couple guarachien en le plongeant dans la fontaine d'eau de jouvence.
Tandis qu'ils découvrent la cité d'or où subsistent encore des indiens, Zantafio parvient à s'enfuir avec ses acolytes en emportant avec lui quelques litres d'un liquide qui a perdu sa magie. Les indiens rassurent Spirou et ses amis sur le fait que Zantafio ne pourra plus rien faire du liquide car souillé du sang de Selvo et Katxina.
Zantafio et ses hommes sont finalement capturés par la mafia russe tandis que Fantasio réhabilite avec Spirou la maison que vient de lui léguer son oncle Tanzafio.

### Personnages
- Fantasio
- Katxina (première apparition)
- Nikita Vlalarlev
- Volondine (première apparition, quoi qu'un des acolytes non nommés de Zantafio dans Spirou à Moscou lui ressemble fort)
- Selvo (première apparition)
- Spip
- Spirou
- Tanzafio (première apparition, bien qu'il ait d'abord été mentionné dans Spirou et les héritiers)
- Zantafio

## Publication

### Revues
- Publié pour la première fois dans le journal de Spirou du no 3506 au no 3518.
- L'album a bénéficié d'un tirage de tête de l'éditeur Daniel Maghen. Les librairies Album ont également édité un tirage de luxe en 2005.